# Monopterus bicolor
Monopterus bicolor là một loài cá vây tia được Nguyễn Văn Hảo miêu tả năm 2005. Monopterus bicolor là loài lươn thuộc chi Monopterus, trong họ Synbranchidae